# Ordre de la Croix de Vytis

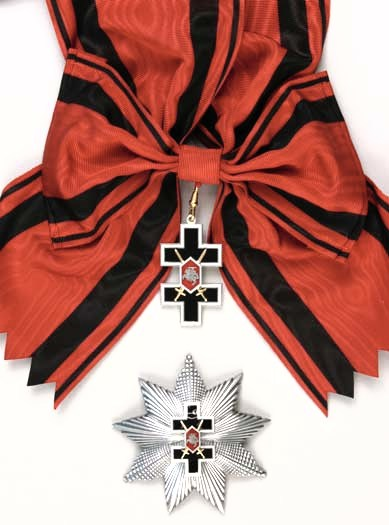
Ruban de la médaille et plaque.

L'ordre de la Croix de Vytis, en lituanien Vyčio Kryžiaus ordino Didysis kryžius, est une décoration décernée par la présidence de la Lituanie aux personnes ayant héroïquement défendu l'indépendance du pays.

## Histoire
C'est la première décoration de l'État lituanien libre, créée après la Première Guerre mondiale en 1919. Disparue avec l'indépendance du pays elle fut restaurée le 15 janvier 1991 et ce à la suite des troubles de 1991 dans Vilnius et Medininkai.
La loi du 3 juillet 1997 accorde cette récompense aux personnes qui ont résisté à l'occupation soviétique entre 1940 et 1990 et donne un rang équivalent à celui des volontaires des forces aériennes et terrestres.
Le 23 novembre est un jour férié pour la célébration de l'Ordre.

## Aspect
Elle est une variation de la croix de Lorraine qui a pour nom croix de Jagellon. Elle est sur un ruban rouge bordé de deux barres verticales d'inégale largeur (le premier est plus fin) de chaque côté. Ce ruban porte la croix émaillée de Jagellon noire bordée d'argent frappée d'un bouclier rouge bordé d'argent sur deux épées croisées de biais.

## Grades
- Grand-croix de l'ordre de la Croix de Vytis dont la décoration se compose de :

1. La croix - d'argent, double, de 50 mm de haut et 30 mm de large, couverte d'émail noir, les bords émaillés de blanc. Au milieu de l'avers - Vytis blanc sur le bouclier rouge. Des épées croisées d'or sont liées derrière le bouclier. Sur le revers l'inscription « Pour bravoure » et l'année où l'Ordre de la Croix de Vytis a été institué - 1919
2. L'étoile - d'argent, à neuf rayons, de 85 mm de diamètre. En son centre, une réduction de l'Ordre de la Croix de Vytis
3. le ruban - rouge moiré, de 100 mm de large (pour les femmes - 65 mm de largeur), avec quatre bandes noires sur les bords

- Grand commandeur de l'ordre de la Croix de Vytis dont la décoration se compose de :

1. La croix - la même que celle de la grand-croix
2. L'étoile - la même que celle de la grand-croix
3. le ruban - le même que le châssis de la grand-croix, mais 40 mm de large

- Commandeur de l'ordre de la Croix de Vytis dont la décoration se compose de :

1. La croix - la même que celle de la grand-croix
2. le ruban - le même que le châssis de la grand-croix, mais 40 mm de large

- Officier de l'ordre de la Croix de Vytis dont la décoration se compose de :

1. La croix - même que celle de la grand-croix, mais 42 mm de hauteur et 25 mm de largeur
2. Le ruban de poitrine - Même que le châssis de la grand-croix, mais 32 mm de large, avec deux médailles d'argent en chêne brindille

- Chevalier de l'ordre de la Croix de Vytis dont la décoration se compose de :

1. La croix - la même que celle de la grand-croix, mais 42 mm de hauteur et 25 mm de largeur
2. Le ruban de poitrine - Même que le châssis de la grand-croix, mais 32 mm de large, avec un rameau de chêne en argent